# آلبرتو کومازی
آلبرتو کومازی (انگلیسی: Alberto Comazzi؛ زادهٔ ۱۶ آوریل ۱۹۷۹) بازیکن فوتبال اهل ایتالیا است.
از باشگاه‌هایی که در آن بازی کرده‌است می‌توان به باشگاه فوتبال هلاس ورونا، باشگاه فوتبال اسپتزیا، باشگاه ورزشی لاتزیو، باشگاه فوتبال سوئیندون تاون، باشگاه فوتبال آنکونا، باشگاه فوتبال مونتسا، باشگاه فوتبال کومو، و باشگاه فوتبال آ.ث. میلان اشاره کرد.